# Phil Pressey
Phillip Michael "Phil" Pressey (ur. 17 lutego 1991 w Flower Mound) – amerykański koszykarz, występujący na pozycji rozgrywającego, po zakończeniu kariery zawodniczej trener koszykarski. Od 2023 asystent trenera Boston Celtics.
Jest synem Paula Presseya, byłego zawodnika NBA, który był zaliczany wielokrotnie do składów najlepszych obrońców NBA.
24 lipca 2015 roku podpisał umowę z klubem Portland Trail Blazers. 4 listopada związał się z zespołem Philadelphia 76ers. Zwolniono go 3 grudnia. 20 lutego 2016 podpisał 10-dniowy kontrakt z Phoenix Suns. 12 marca został zawodnikiem zespołu D-League – Idaho Stampede.
26 lipca 2017 został zawodnikiem hiszpańskiej FC Barcelony Lassa. 10 września 2018 dołączył do tureckiego Besiktasu Sompo Japan Stambuł.
10 sierpnia 2019 zawarł kontrakt z hiszpańskim Movistar Estudiantes.
19 czerwca 2023 został asystentem trenera Boston Celtics.

## Osiągnięcia
Na podstawie, o ile nie zaznaczono inaczej.

### NCAA
- Uczestnik turnieju NCAA (2011–2013)
- Mistrz turnieju konferencji Big 12 (2012)
- Zaliczony do:
  - I składu:
    - turnieju Big 12 (2012)
    - SEC (2013)

  - III składu Big 12 (2012)
  - składu All-American honorable mention (2013)

### NBA
- Zaliczony do składu honorable mention podczas ligi letniej w Orlando (2013)

### Drużynowe
- Brąz mistrzostw Hiszpanii (2018)
- Zdobywca pucharu Hiszpanii (2018)

### Indywidualne
- Lider ligi hiszpańskiej w przechwytach (2,4 – 2020)[12]